# Lebensstil

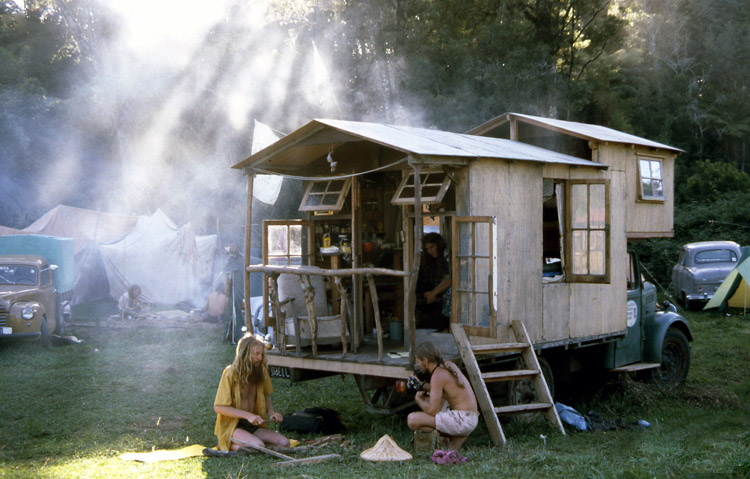
Alternative Lebensart (Nambassa, Neuseeland 1981)

Lebensstil, Lebensart, Lebensweise oder Lifestyle (als Anglizismus) bezeichnet umgangssprachlich die Art und Weise der Lebensführung. In der Soziologie sind verschiedene Lebensstilbegriffe entwickelt worden, in der Medizin geht es um die gesundheitlichen Aspekte des jeweiligen Lebensstils.

## Begriff

### Begriffsgeschichte
Georg Simmel spricht in seiner Philosophie des Geldes vom „Stil des Lebens“. Er versteht darunter die „Organisation der Lebensinhalte“, „ihre Anordnung zu einem Kreise, in dessen Zentrum das eigentliche Ich steht“. Wie beim Kunstwerk sei Stil ein Mittel der Distanzierung: „Der Stil in der Äußerung unserer inneren Vorgänge besagt, daß diese nicht mehr unmittelbar hervorsprudeln, sondern in dem Augenblick ihres Offenbarwerdens ein Gewand umtun. Der Stil, als generelle Formung des Individuellen, ist für dieses eine Hülle, die eine Schranke und Distanzierung gegen den anderen, der die Äußerung aufnimmt, errichtet.“ Der moderne Mensch entferne sich immer weiter von seinen nächsten Kreisen, z. B. durch die „Lockerung des Familienzusammenhanges, das Gefühl unerträglicher Enge im Gebundensein an den nächsten Kreis“. Diese Distanzierung gehe „Hand in Hand mit der Knüpfung von Beziehungen zu dem Fernsten, mit dem Interessiert-sein für weit Entlegenes, mit der Gedankengemeinschaft mit Kreisen, deren Verbindungen alle räumliche Nähe ersetzen“. Erst das Geldmedium ermögliche diese Distanzierung.
Norbert Elias und anknüpfend an diesen Pierre Bourdieu entwickelten den Begriff des Habitus, der die Gewohnheiten des Denkens, Fühlens und Handelns sowie das gesamte Auftreten einer Person einschließlich des Lebensstils, der Sprache, der Kleidung und des Geschmacks beinhaltet.

### Ausprägungen
Lebensstil erscheint heute als eine Bezeichnung für spezifisch wiedererkennbare Kombinationen von Freizeitpräferenzen (z. B. welche Musik man hört), aber auch beruflich oder familiär für einen Stil, der die soziale Distanz zwischen den jeweiligen diesen Stil Pflegenden verringert (bzw. das Vertrauen auf die Reaktionen der anderen erhöht) oder gegenüber anderen vergrößert (die sogenannten „unsichtbaren Schranken“ errichtet). Das bezieht sich auf Merkmale wie Wohnstil, Kleidung, Sprachgestus oder Aufenthaltsorte. Ein Beispiel eines ausgeprägten Lebensstils war z. B. der Dandy. Heute wird neben der Schwarzen Szene z. B. der LOHAS (Lifestyle of Health and Sustainability) als neuer Lebensstiltyp angeführt.
Mit dem Lebensstil sind Attribute verbunden, die einen Menschen von anderen abgrenzen oder mit anderen verbinden. So kann ein Lebensstil Teil einer Kulturbewegung sein, sogar Ausdruck eines politischen Protests. Er kann aber auch den Genuss und die Lebensfreude verkörpern und dabei unpolitisch sein.
Typische Lebensstile können Subkulturen zugeordnet werden, wie denen der Hippies, Punks, Rocker oder Mods. Ein weniger als Subkultur bezeichneter Lebensstil ist der der Dandys und Playboys. Auch „einfaches Leben“ ist ein Beispiel für einen Lebensstil.
Lebensstil wird insbesondere von der Werbung angesprochen oder sogar geschaffen. Der Lebensstil ist ein sehr wichtiger Wirtschaftsfaktor, und zwar indem er für Konsum und damit für Wachstum sorgt. Der Lebensstil ändert sich zum Beispiel mit der Mode (im Bekleidungsbereich wie in vielen anderen) und bringt deswegen nachhaltige Bewegung in die Volkswirtschaft.
Mit dem aus dem Angloamerikanischen entlehnten Ausdruck Lifestyle werden besonders Lebensstile im jugendkulturellen Spektrum bezeichnet, sowie Lebensstile, die stark auf Hedonismus, Luxus und Konsum ausgerichtet sind oder mit Assoziationen von „stylish“ verbunden werden. Der Begriff Lifestyle bezeichnet in sehr umfassender Art die „stylishe“ Erscheinung eines Menschen und schließt seine Verhaltensweisen und seine Freizeitgewohnheiten mit ein. Damit ist er ein weit über das Styling von Kleidung und Körper (Bodystyling, Schminke, Tätowierungen, Bräunung usw.) hinaus weisender Begriff. Der Begriff „Lifestyle“ unterscheidet sich in seiner Bedeutungsschattierung vom Begriff „Lebensstil“ ungefähr in der gleichen Art wie „Style“ von „Stil“.

Lifestyle-Internetangebote oder Lifestyle-Magazine umfassen daher vor allem Hinweise auf Partys, Unterhaltungs- und Vergnügungsveranstaltungen, Diskotheken, Restaurants, Mode usw.
Der seit den 2000er Jahren zunehmend durch Soziale Medien, Smartphones und Mobile Apps geprägte vernetzte Lebensstil wird häufig mit dem Schlagwort „Digital Lifestyle“ beschrieben.

### Sozialstrukturelle Lebensstil-Theorien
Eine allgemeine Definition für die soziologische Verwendung des Wortes Lebensstil wird von Stefan Hradil geliefert::46
„Ein Lebensstil ist […] der regelmäßig wiederkehrende Gesamtzusammenhang der Verhaltensweisen, Interaktionen, Meinungen, Wissensbestände und bewertenden Einstellungen eines Menschen“.
Als Beispiel für diese Gruppe von Theorien kann Pierre Bourdieus Theorie zur sozialen Ungleichheit aufgeführt werden. Dort ist Lebensstil bedingt durch eine bestimmte Soziallage (Soziale Klasse). Diese Klassenlage erzeugt im Menschen eine bestimmte Verhaltensdisposition (Habitus), die sich in bestimmten kulturellen Praktiken äußert. Auf solchen Modellen aufbauend entwickelte die Werbeindustrie Schemata zur Beschreibung von Lebensstilen, beispielsweise das AIO-Modell.

### Kulturell orientierte Lebensstil-Theorien
Exemplarisch für eine eher an individueller Wahl eines Lebensstils orientierte Ausrichtung können neuere Vertreter der Cultural Studies genannt werden. Wenn für den modernen Menschen das ganze Leben zu einem individuell verantworteten „Erlebnisprojekt“ wird, scheinen sich soziale Lage und frei wählbarer Lebensstil zu entkoppeln. Voraussetzung dafür ist allerdings, dass die materiellen Ressourcen auch marginalisierter Gruppen zur Teilnahme am Erlebnismarkt und zur Partizipation an der Lifestyle-Gruppe gerade noch ausreichen. Diese Partizipation wird subjektiv umso wichtiger, je mehr die Menschen von der Teilhabe am Erlebnis „Arbeit“ ausgeschlossen sind. Beispiele hierfür sind die Punkkultur, Gothic-Szene, Rapper und viele Facetten der Popkultur.

#### Lebensstile im interkulturellen Vergleich
Der Vergleich von Lebensstilen in West- und Ostdeutschland, Tschechien und Polen weist auf die Existenz von vier Grundlebensstilen hin, die es in diesen Kulturen gibt. Lebensstile lassen sich als Wertemuster beschreiben, die eine soziale Gruppe symbolisch repräsentieren. Diese Wertemuster stehen in einem Wechselverhältnis zueinander, sie bedingen sich gegenseitig und repräsentieren in ihrer Gesamtheit die Kultur (das Wertespektrum) der Gesellschaft. Sowohl die Untersuchungen von Annette Spellerberg für West- und Ostdeutschland als auch Jan Komunikant für Polen bestätigen die Existenz von vier Grundtypen:
Typ A repräsentiert einen kulturell interessierten, gesellschaftlich orientierten, individualistischen und eher traditionellen Lebensstil, der gehobenen Wohlstand symbolisiert. Der Kleidungsstil ist elegant und sehr gepflegt, oft kostspielig. In der Freizeit stehen hochkulturelle Interessen (Theater, Oper, klassische Musik, Literatur) im Vordergrund. Vertreter dieses Typs sind gesellig, verbringen ihre Freizeit außer Haus und sind gesellschaftlich orientiert. Sie sind mehrheitlich gebildet, üben meistens einen akademischen Beruf aus. Lebensqualität und individueller Genuss stellen wichtige Werte dar ebenso wie eine dauerhafte Beziehung und Partnerschaft.
Typ B repräsentiert einen traditionellen, häuslichen und auf die Familie bezogenen Lebensstil. Seine Vertreter leben bescheiden und zurückgezogen oft in einem Dorf, einer Kleinstadt oder auf dem Land. Dieser Typ ist vergleichsweise passiv und desinteressiert. Wenn überhaupt werden einfache sportliche Freizeitaktivitäten betrieben, kulturelle Aktivitäten spielen kaum eine Rolle. Im Zentrum steht das Leben zu Hause und in der Familie. Sicherheit und Geborgenheit sind zentrale Werte. Der Kleidungsstil ist unauffällig und gepflegt. Das Bildungs- und Berufsniveau ist relativ niedrig. Symbolisiert wird der bescheidene bis mittlere Wohlstand der (unteren) Mittelschicht.
Typ C repräsentiert einen erfolgs-, erlebnis- und genussorientierten Lebensstil. Neben zahlreichen Freizeitaktivitäten sowohl im sportlichen als auch im kulturellen Bereich sind Geselligkeit aber auch Arbeit und Erfolg im Beruf zentrale Lebensinhalte. Der Kleidungsstil ist sportlich-modern und sexy. Intensives Erleben und individueller Genuss stellen zentrale Werte dar. Gelebt wird mit hohem Tempo, es geht um Spaß, Spannung, Erfolg und Entspannung. Dieser Lebensstil ist sehr individualistisch, er repräsentiert die junge Generation. Seine Vertreter sind meistens (noch) familiär ungebunden, überdurchschnittlich gebildet, besetzen oder streben gut bezahlte Jobs an. Geld spielt für viele eine wichtige Rolle.
Typ D repräsentiert einen freizeit- und erlebnisorientierten Lebensstil, der einfach und relativ traditionell ist. Für diesen Typ ist die Familie, das Leben zu Hause mit Partner und Kindern von zentraler Bedeutung. Sicherheit und Geborgenheit in der Familie stellen zentrale Werte dar. Der Lebensstil ist bescheiden und gelassen, konzentriert sich auf das eigene Umfeld. Das äußere Erscheinungsbild ist modern, sportlich, leger, das Spektrum reicht von unauffällig bis attraktiv und sexy. Dieser Typ verfolgt einfache kulturelle Freizeitaktivitäten, ist sportlich und naturverbunden. Neben dem gemütlich Häuslichen sind auch gesellige Aktivitäten im näheren außerhäuslichen Umfeld von Bedeutung. Vertreter dieses Typs sind gut ausgebildet, haben einen sicheren Job und verfügen über ein durchschnittliches Einkommen.
Wenn man davon ausgeht, dass Lebensstile subkulturelle Varianten der Lebensart einer Kultur insgesamt sind, dann bedeutet die interkulturelle Übereinstimmung der Zahl und Grundausrichtung dieser vier Lebensstile, dass die vier untersuchten Kulturen offenbar dieselbe Grundstruktur aufweisen, es sich somit um eine Strukturkonstante des zugrunde liegenden kulturellen Systems handelt. Das heißt nicht, dass es nur diese vier Lebensstile gibt, vielmehr lassen auch diese sich jeweils weiter differenzieren. Nur scheint es sich bei den vier in allen vier Kulturen vorhandenen Lebensstilen um symbolische Grundformen zu handeln, die sich gemäß den Bedingungen des nächsten Untersystems – des sozialen Systems – bilden, das heißt die die symbolische Repräsentation von mindestens vier sozialen Gruppen bzw. Subkulturen darstellen, in die eine moderne europäische Gesellschaft sich notwendig gliedert.
Einzelkulturelle Besonderheiten in den Ausprägungen der vier Grundlebensstile lassen sich entsprechend als Anpassungen an die Bedingungen, unter denen die gegebene Gesellschaft, bzw. ihre Subkulturen jeweils existieren, begreifen. Die Grundform eines Lebensstils wird offenbar diesen Bedingungen entsprechend modifiziert und immer wieder neu angepasst.
Die sozialen (und biologischen) Ursachen, die Bourdieu zufolge für die Zahl, Struktur und Anordnung der Lebensstile maßgeblich sind, sind a) das Alter der Vertreter eines Lebensstils, b) Ausbildung und Beruf, die das zur Verfügung stehende ökonomische Kapital bzw. die materielle Grundlage eines Lebensstils bestimmen, c) die Herkunft der Vertreter eines Lebensstils, die deren soziales Kapital in Form von Schichtzugehörigkeit und sozialen Netzwerken bestimmt, und d) der Grad an (allgemeiner) Bildung, der das zur Verfügung stehende kulturelle Kapital bestimmt. Aus diesen Grundbedingungen heraus ergeben sich bestimmte Kombinationsmöglichkeiten, die auf der symbolischen Ebene der Kultur eine bestimmte Zahl und Ausprägung von Lebensstilen wahrscheinlich werden lassen. 
Demnach ist die Bildung dieser vier Grundlebensstile nur in solchen Gesellschaften möglich und wahrscheinlich, die im nächsten Untersystem – dem Sozialen – ähnliche Voraussetzungen aufweisen. Das heißt in Gesellschaften, in denen es auf der sozialen Ebene der Gesellschaft eine ähnliche Differenzierung und Verteilung des ökonomischen (gehobener – mittlerer – niedriger Lebensstandard), sozialen (Oberschicht – Mittelschicht – Unterschicht) und kulturellen (hohe – mittlere – niedrige Bildung) Kapitals gibt und in der Folge eine ähnliche Aufgliederung in subkulturelle Gruppen. Dies sind vor allem moderne Industrie- und Informationsgesellschaften westlicher Prägung. Weiter ist anzunehmen, dass eine Gesellschaft, die sich nach teilweise anderen sozialen Kriterien gliedert, etwa nach den Geschlechterrollen (arabische Kulturen), oder in der es nur wenige subkulturelle Gruppen gibt, die über ein gruppenspezifisches sie von anderen unterscheidendes Kapital verfügen (chinesische Kultur), auch entsprechend weniger bzw. andere Lebensstile ausbilden wird und somit auch ein (ganz) anderes gesamtkulturelles Weltbild haben wird.

### Lebensstil in der Individualpsychologie
Die Individualpsychologie, Alfred Adlers Ansatz der Tiefenpsychologie, nennt die typische Finalität eines Individuums seinen Lebensstil. Er kommt nach Adlers Auffassung im gesamten Verhalten des Menschen zum Ausdruck, als die gleichmäßige, zielgerichtete Bewegung des jeweiligen Menschen in den verschiedensten Lebenssituationen. Dieser Lebensstil wird von Adler als Ausdruck der individuellen Auseinandersetzung des Menschen schon in seiner frühen Kindheit mit seinen angeborenen Anlagen und den umweltbedingten Anforderungen seines Lebens verstanden.

### Lebensstilbegriff in der Medizin
In der Medizin werden Faktoren wie Ernährung, Schlafverhalten, gegebenenfalls der Umgang mit weichen Drogen, Stress, Bewegung und Sexualität unter dem Begriff Lebensstil gefasst und untersucht. Im Rahmen einer Therapie oder zur Prävention rät der Arzt gegebenenfalls zu einer Änderung des Lebensstils. Dies ist insbesondere bei den sogenannten Zivilisationskrankheiten der Fall. Auch im Rahmen der Gesundheitspolitik werden Maßnahmen zur Beeinflussung des gesundheitsbezogenen Lebensstils der Bevölkerung unternommen (Beispiel: nationaler Aktionsplan Gesunde Ernährung und Bewegung).

### Soziologie
- Joachim Sikora: Vision einer Tätigkeitsgesellschaft. Neue Tätigkeits- und Lebensmodelle im 3. Jahrtausend. KSI, Bad Honnef 2002, ISBN 3-927566-29-2.
- Lars Distelhorst: Lifestyle Toujours. Parodos, Berlin 2008, ISBN 3-938880-23-6.
- Hartmut Lüdtke: Expressive Ungleichheit. Zur Soziologie der Lebensstile. Leske + Budrich, Opladen 1989, ISBN 3-8100-0690-4.
- Hartmut Lüdtke: Zeitverwendung und Lebensstile. Empirische Analysen zum Freizeitverhalten, expressiver Ungleichheit und Lebensqualität in Westdeutschland. Institut für Soziologie, Marburg 1995, Lit, Münster 2000, ISBN 3-8258-3075-6.
- Gunnar Otte: Sozialstrukturanalyse mit Lebensstilen (= Sozialstrukturanalyse Band 18). VS Verlag für Sozialwissenschaften, Wiesbaden 2004, ISBN 3-8100-4161-0 (Dissertation Universität Mannheim 2004, 400 Seiten).
- Berit Postel: Charakterisierung von Lebensstilen durch Wertorientierungen. (= Potsdamer Beiträge zur Sozialforschung, Band 23). Universität Potsdam, Potsdam 2006.
- Rudolf Richter: Die Lebensstilgesellschaft. VS Verlag, Wiesbaden 2005, ISBN 3-8100-3953-5.
- Jörg Rössel: Plurale Sozialstrukturanalyse. Eine handlungstheoretische Rekonstruktion der Grundbegriffe der Sozialstrukturanalyse. VS Verlag, Wiesbaden 2005, ISBN 3-531-14782-X.
- Otto G. Schwenk (Hrsg.): Lebensstil zwischen Sozialstrukturanalyse und Kulturwissenschaft. Leske + Budrich, Opladen 1996, ISBN 3-8100-1383-8.
- Jens Dangschat, Jörg Blasius (Hrsg.): Lebensstile in den Städten. Konzepte und Methoden. Leske + Budrich, Opladen 1994, ISBN 3-8100-1266-1.

### Medizin
- The Diabetes Prevention Program Research Group: Impact of Intensive Lifestyle and Metformin Therapy on Cardiovascular Disease Risk Factors in the Diabetes Prevention Program. In: Diabetes Care. Alexandria Va Bd. 28, 2005, S. 888–894, ISSN 0149-5992.
- Jürgen Gerhards, Jörg Rössel: Das Ernährungsverhalten Jugendlicher im Kontext ihrer Lebensstile. (Memento vom 27. September 2007 im Internet Archive) BZGA, Köln 2002, ISBN 3-933191-79-3.
- William C. Knowler, E. Barrett-Connor, S. E. Fowler u. a.: Reduction in the incidence of type 2 diabetes with lifestyle intervention or metformin. In: The New England Journal of Medicine (NEJM). Waltham Ma 346.2002, S. 393–403, ISSN 0028-4793 (Abstract).

### Individualpsychologie
- Paul Rom: Mitmenschlichkeit lernen – mit dem eigenen Lebensstil. Angewandte Individualpsychologie. IVA, Initiative-Verlagsanstalt Polke, Internationale Taschenbücherei itb 003, Tübingen 1977, ISBN 3-88266-003-1.